# Radiologie Informatie Systeem
Het Radiologie Informatie Systeem, afgekort RIS, is een systeem dat alle patiëntgebonden informatie van een afdeling radiologie beheert.
Het RIS beschikt normaal gesproken niet over radiologische beelden, deze worden beheerd door het PACS. In het RIS staan patiëntgegevens, vaak overgenomen (via HL7) uit het Ziekenhuis Informatie Systeem, afspraken en verslagen van onderzoeken. Het RIS is bedoeld voor de afdeling radiologie, niet voor verwijzende artsen. Het RIS verzorgt de workflow van de afdeling radiologie. Patiëntengegevens worden gekoppeld aan onderzoeken. Deze onderzoeken zijn weer gekoppeld aan diverse werkplekken, zodat de gegevens opgevraagd kunnen worden door de betreffende werkplek (DICOM Modality Worklist, DMWL). Hierdoor ontstaat op de modaliteit (röntgentoestel, CT-Scan, MRI-scanner, echo-apparaat) een werklijst. De gegevens van deze werklijst worden ook gestuurd naar het PACS, zodat de productie van de modaliteit (de foto's) aangemeld zijn bij het PACS. De modaliteit stuurt dan de foto's naar het PACS. De koppeling van patiënt- en onderzoeksgegevens gebeurt dus op de modaliteit. Tevens hangt aan ieder onderzoek een CTG-code, zodat via een koppeling na het onderzoek facturatie kan volgen. Via spraakherkenning kan een verslag bij het onderzoek worden toegevoegd. Dit verslag kan worden geprint, maar kan ook elektronisch worden verzonden aan de aanvragende arts via een EDIFACT-bericht.
In het RIS zijn alle aanvragers, alle onderzoeken, alle CTG-codes, alle werkplekken, alle modaliteiten, afspraken, tijdstippen en tijdsduur van onderzoeken aan elkaar gekoppeld. Dit maakt het ook mogelijk om veel statistiek te gebruiken.
Als het RIS is gekoppeld aan het PACS, is het RIS ook een handig hulpmiddel om alle oude radiologie-onderzoeken van een patiënt overzichtelijk naast elkaar te presenteren (voor zover digitaal aanwezig).
Via MPPS geactiveerd op de modaliteit kan men in DICOM formaat data ontvangen ivm straling van het uitgevoerde onderzoek. Deze stralingswaarde kan men presenteren in het RIS enzo historiek op bouwen. In België is het bewaren van de stralingsdosis verplicht volgens het Federale Agentschap voor Nucleaire Controle.